# Малоджа

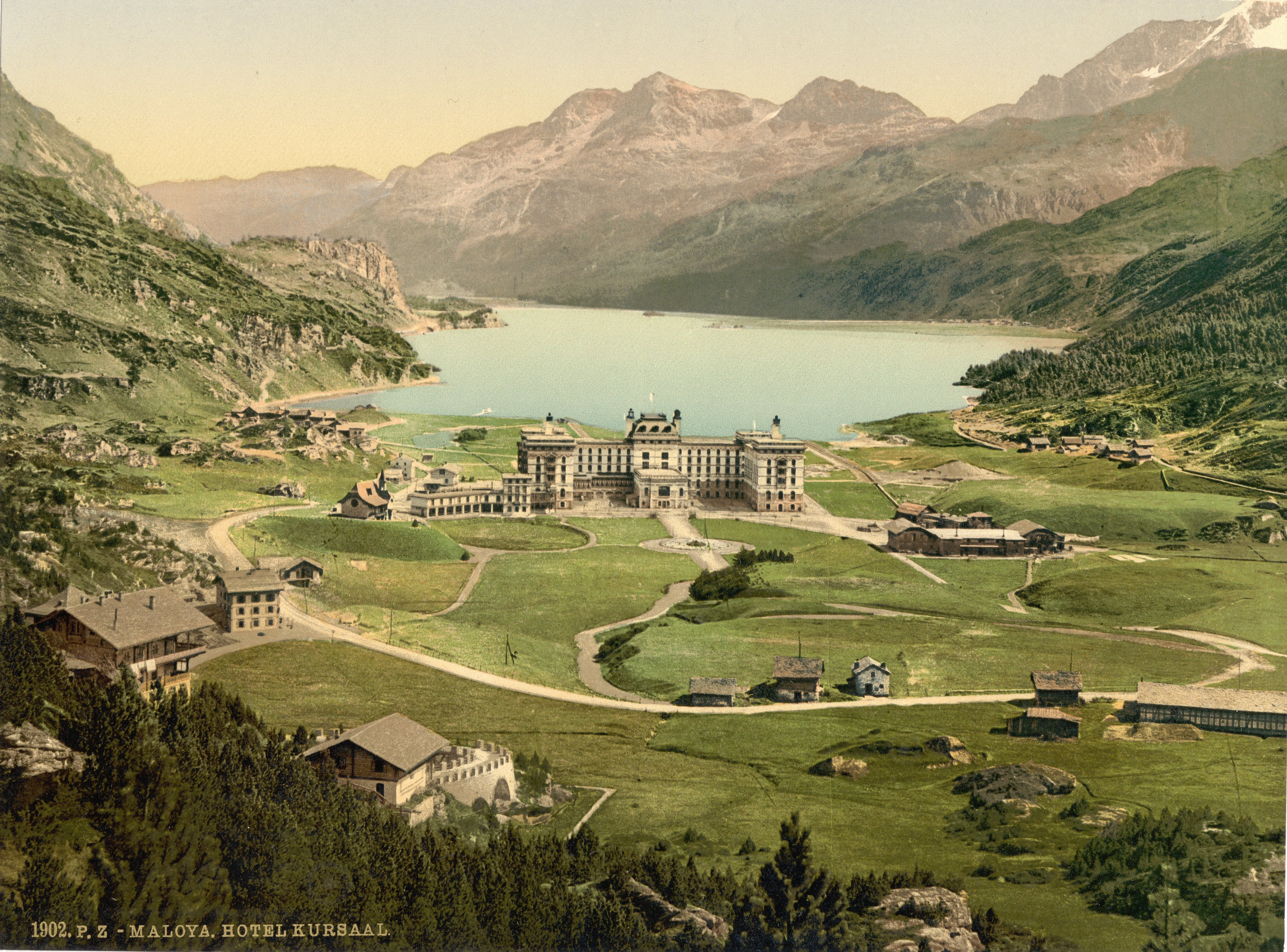
Вид на деревню Малоя и озеро Зильсер, 1902 год

Мало́джа (нем. Maloja) — горная деревня в Швейцарии, в кантоне Граубюнден, в регионе Верхний Энгадин, на высоте 1 811 м над уровнем моря у перевала Малояпасс (нем. Malojapass), на берегу озера Зильсер (нем. Silsersee); в 17 км от Санкт-Морица. Защищена горами, открыта только с юга. Средняя температура зимой — 3,5 по Цельсию. Воздух сухой и чистый, показания для направления больных те же, что и для высокогорных курортов.
Административно до 1 января 2010 года Малоя входила в коммуну Стампа (итал. Stampa) округа Малоя кантона Граубюнден, а с 1 января 2010 года — в новую коммуну Брегалья (Bregaglia).
Доступ на курорт: по железной дороге до станции «Санкт-Мориц», далее рейсовым автобусом (17 км). Для зимнего отдыха доступны: подъёмник, 2 детских подъёмника. Лыжная школа, школа сноуборда, детская лыжная школа. Лыжные трассы по пересеченной местности общей протяженностью 150 км. Естественный каток, кёрлинг.
На кладбище деревни Малоя похоронен художник Джованни Сегантини.